# 优素福一世
阿布·阿拉哈贾杰·优素福·伊本·伊斯梅尔（阿拉伯语：أبو الحجاج يوسف بن إسماعيل，1318年6月29日—1354年10月19日），其尊号为穆阿亚德·比拉（ al-Muʾayyad bi-ʾllāh ，意为“得到上帝帮助的人”），是伊比利亚半岛格拉納達酋長國奈斯爾王朝的第七任统治者。优素福一世是伊斯瑪儀一世的第三个儿子，在他的兄弟穆罕默德四世被暗杀后，他在1333年继承苏丹一职（格拉纳达统治者的名称），直到1354年逝世。
优素福一世在十五岁登上王位。最初因为他是未成年人，他只被大臣和祖母法蒂玛授予了有限的权力。1334年2月，他的代理人与格拉纳达的邻国卡斯蒂利亚国和马里尼德苏丹国达成了一项为期四年的和平条约。阿拉贡联合王国于5月加入了该条约。在获得更多政府控制权后，优素福一世在1338年（或 1340年）驱逐了巴努-阿比-乌拉家族，他们曾策划谋杀他的兄弟。该家族曾是信仰志愿者，也是为格拉纳达作战的北非士兵的领导人。条约到期后，他与马林王朝的阿布·哈桑·阿里·本·奥斯曼（在位时间：1331–1348年）结盟，来对抗卡斯蒂利亚的阿方索十一世（在位时间：1312-1350年）。虽然在 1340年4月取得重大胜利，马林王朝-格拉纳达的联盟于10月30日在里奥萨拉多战役中被彻底击败。之后，优素福无法阻止卡斯蒂利亚对格拉纳达城堡和城镇的占领，其中包括雷亚尔堡、落库温堡、普列戈-德科尔多瓦和贝纳梅希等地区。在1342-1344 年间，阿方索十一世围攻战略港口阿尔赫西拉斯。优素福一世率领他的部队突袭卡斯蒂利亚领土，随后与围城军交战，但港口于1344年3月陷落。随后格拉纳达与卡斯蒂利亚签订了为期十年的和平条约。
1349年，阿方索十一世违反条约再次入侵，第五次围攻直布罗陀。优素福负责给被困港口提供补给，并带领军队反击，进入卡斯蒂利亚。在阿方索十一世于1350年3月死于黑死病后，被困港口终于解放。出于尊重，优素福命令他的指挥官不得攻击携带国王遗体的卡斯蒂利亚军队，让他们安全撤离。优素福与阿方索的继任者——彼得一世（在位时间：1350-1366年）签署条约，甚至并按照条约的要求，派遣格拉纳达的军队镇压反对卡斯蒂利亚国王的叛乱。优素福一世与马林王朝的关系直线下降，因为他为阿布·伊南·法里斯( 在位时间 ：1348-1358 ）的叛变兄弟提供了庇护。在1354年10月19日开斋节那天，优素福一世在格拉纳达大清真寺祈祷时被暗杀。
与优素福一世位期间遭受的军事和领土损失相比，格拉纳达酋长国的文学、建筑、医学和法律领域却得到蓬勃发展。在建筑方面，优素福在格拉纳达市内建造了格拉纳达伊斯兰学校以及正义塔，并为阿尔罕布拉宫里的香桃木院增建各种设施。在他的宫廷中任职的主要文化人物，包括法庭官员阿布·努艾姆·里德万，以及诗人伊本·贾亚布和博学家伊本·哈提卜，他们先后担任他的大臣。现代历史学家认为，优素福一世的统治时代以及他的儿子穆罕默德五世（ 在位时间：1354–1359年, 1362–1391年)的统治时代是格拉纳达酋长国的黄金时代。

## 早期生活

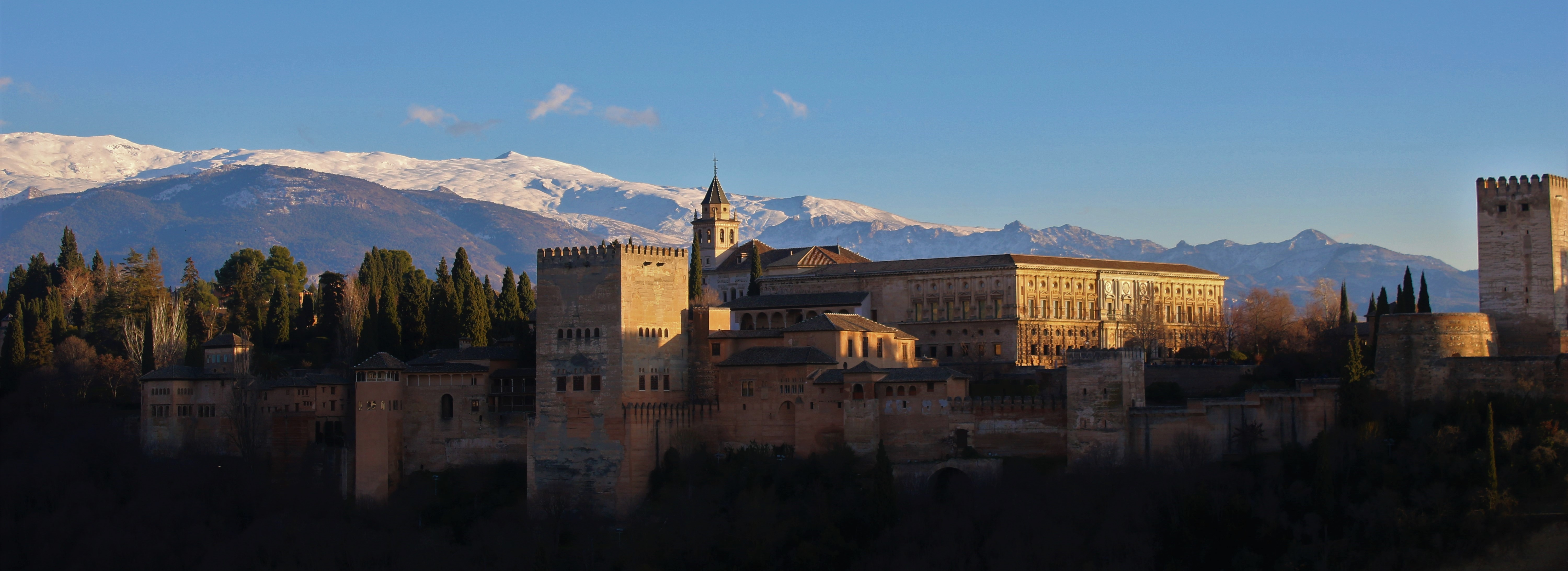
优素福于 1318 年出生于阿尔罕布拉宫，摄于 2018 年

优素福一世于于1318年6月29日（伊斯兰历718年4月28日）出生在格拉纳达酋长国的阿尔罕布拉宫，他是在位苏丹伊斯梅尔一世的第三个儿子，也是穆罕默德四世的弟弟。 伊斯梅尔一世有四个儿子和两个女儿，但优素福是其母亲巴哈尔的独生子。巴哈尔是一位来自基督教的“umm walad”，意为“被释放的妃子”。作为优素福的大臣，同时也是历史学家的伊本·哈提卜描述巴哈尔是“一位品行高尚、纯洁无瑕且平静高贵的女子”。  1325年，伊斯梅尔一世在被暗杀，10岁的穆罕默德四世继承了王位。穆罕默德四世一直统治到1333年8月25日，在返回格拉纳达的途中遭到暗杀。当时他刚与摩洛哥的马林王朝共同击退卡斯蒂利亚对直布罗陀的第四次围攻。 
伊本·哈提卜如此形容年轻时的优素福：“他皮肤白皙，天生强壮，身材优美，性格出色；他有一对深邃的双眸，一头茂密的深色直发和浓密的胡须”，他进一步写道，优素福“穿着优雅”，对艺术和建筑感兴趣，是一个“武器收藏家”，并且“精通机械”。 在他即位之前，优素福住在他母亲的房子里。 

## 背景
1230年，穆罕默德一世创立了格拉纳达酋长国，它是伊比利亚半岛上最后一个穆斯林国家。 尽管该酋长国位于两个较大的邻国：位于北部的卡斯蒂利亚王国以及隔海相望的摩洛哥穆斯林马里尼苏丹国之间，但通过外交和军事策略的结合，格拉纳达酋长国成功地保持了其独立地位。格拉纳达断时常与这两个大国结盟或开战，或怂恿他们相互争斗来避免被其中任何一方支配。 格拉纳达的苏丹们不时向卡斯蒂利亚的国王宣誓效忠并进贡，而这些贡物也成为卡斯蒂利亚重要的收入来源。 从卡斯蒂利亚的角度来看，格拉纳达是其皇家的附庸国，而穆斯林从未描述过这种关系。例如，穆罕默德一世有时会向其他穆斯林君主宣誓效忠。 
优素福一世的前任苏丹，穆罕默德四世，曾经向马林王朝的苏丹寻求帮助，来应对卡斯蒂利亚国和奥斯曼·伊本·阿比·乌拉结盟的威胁。奥斯曼·伊本·阿比·乌拉是格拉纳达的指挥官，他在格拉纳达内战中支持王位的觊觎者。为了与马林王朝结盟，穆罕默德四世不得不将隆达、马贝拉和阿尔赫西拉斯作为割地让给马林王朝。随后，马林王朝与格拉纳达的军队占领直布罗陀并粉碎了卡斯蒂利亚人夺回直布罗陀的企图，然后穆罕默德四世与卡斯蒂利亚的阿方索十一世和马林王朝的阿布·哈桑·阿里签署了和平条约，之后，穆罕默德四世遭到暗杀。 虽然真正杀害穆罕默德四世的是一个名叫斋桑的奴隶，但真正的幕后主使是穆罕默德四世自己的指挥官阿布·塔比瑟·伊本·奥斯曼和 亚伯拉罕·伊本·奥斯曼。他们是奥斯曼·伊本·阿比·欧拉的儿子，奥斯曼·伊本·阿比·欧拉在1330年去世。作为他的继任者以及信仰志愿者的领袖，他们曾带领北非人在伊比利亚半岛为格拉纳达而战。   根据伊本·赫勒敦的说法，两兄弟决定杀死优素福的原因是，优素福与他们的政敌：马林王朝的苏丹阿布·哈桑关系密切，而根据卡斯蒂利亚的编年史，这是因为在对卡斯蒂利亚的围攻结束时，他们以友好的方式来对待阿方索十一世。  
由于马林王朝得到了穆罕默德割让的领土，并占领了直布罗陀，马林王朝在格拉纳达的安达卢斯（伊比利亚半岛的穆斯林控制部分）上拥有大量的驻军和领土。马林王朝对直布罗陀海峡的两个港口：阿尔赫西拉斯和直布罗陀的控制使其能够在北非和伊比利亚半岛之间轻松调动军队。控制这些港口及其周围水域也是阿方索十一世的一个重要目标，因为他想阻止北非对半岛的干预。 

## 就任
纳斯里德王朝的王位没有具体的继承规则.  关于优素福的继任地点以及是谁选择让他成为苏丹，有不同的记载。根据卡斯蒂利亚的编年史，历史学家哈维（LP Harvey）和布莱恩·卡洛斯（Brian Catlos） 认为，  穆罕默德四世遇刺时，在场的宫廷大臣（原文为hajib）阿布·努艾姆·里德万迅速赶回首都格拉纳达，与优素福的祖母法蒂玛·宾特·艾哈迈尔进行协商，安排并宣布优素福成为新一任苏丹。 公告于次日8月26日（伊斯兰历733年12月14日）发布。 另一位现代历史学家弗朗西斯科·维达尔·卡斯特罗写道，颁布效忠宣言和就任的地点并不在格拉纳达的首都，而是在直布罗陀附近的穆斯林营地。另外，煽动暗杀穆罕默德四世的巴努·阿比·乌拉兄弟，则是宣布他即位的人。 
优素福在十五岁时就继承了王位。根据伊本·哈提卜的说法，优素福一开始被当做未成年人对待，他的权力仅限于“从他的餐桌上选择他要吃的东西”，十分有限。他的祖母法蒂玛和宫廷大臣里德万作为他的私人导师，并与其他大臣一起行使部分政府的权力。优素福即位后，他获得了“穆伊亚德·比拉（al-Mu'ayyad billah）”的“尊称”（原文为laqab），意为“得到真主帮助的人”。王朝的创始人穆罕默德一世采用了“laqab”这一头衔，被称为“加里布·比拉（al-Ghalib billah）”，意为“上帝恩典的胜利者”。但穆罕默德一世之后的苏丹，直到优素福之前，都没有使用头衔的习惯。在优素福之后，几乎所有纳斯里德王朝的苏丹都延续了使用头衔的做法。 根据卡斯蒂利亚编年史，优素福即位后，立即请求阿布-哈桑的保护，他是优素福已故兄弟的盟友。 

## 建筑成就

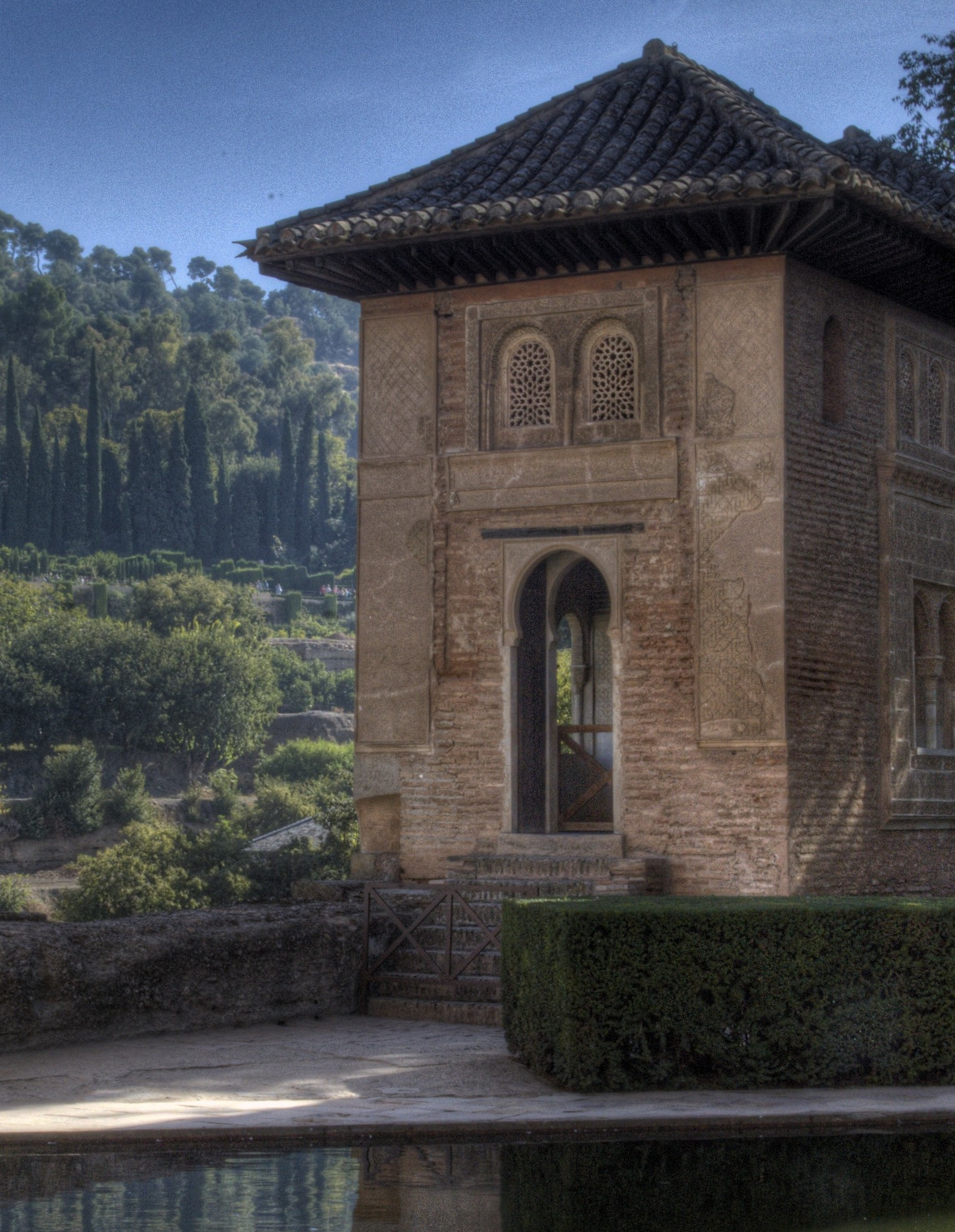
优素福建造的帕塔尔宫的小祈祷厅。

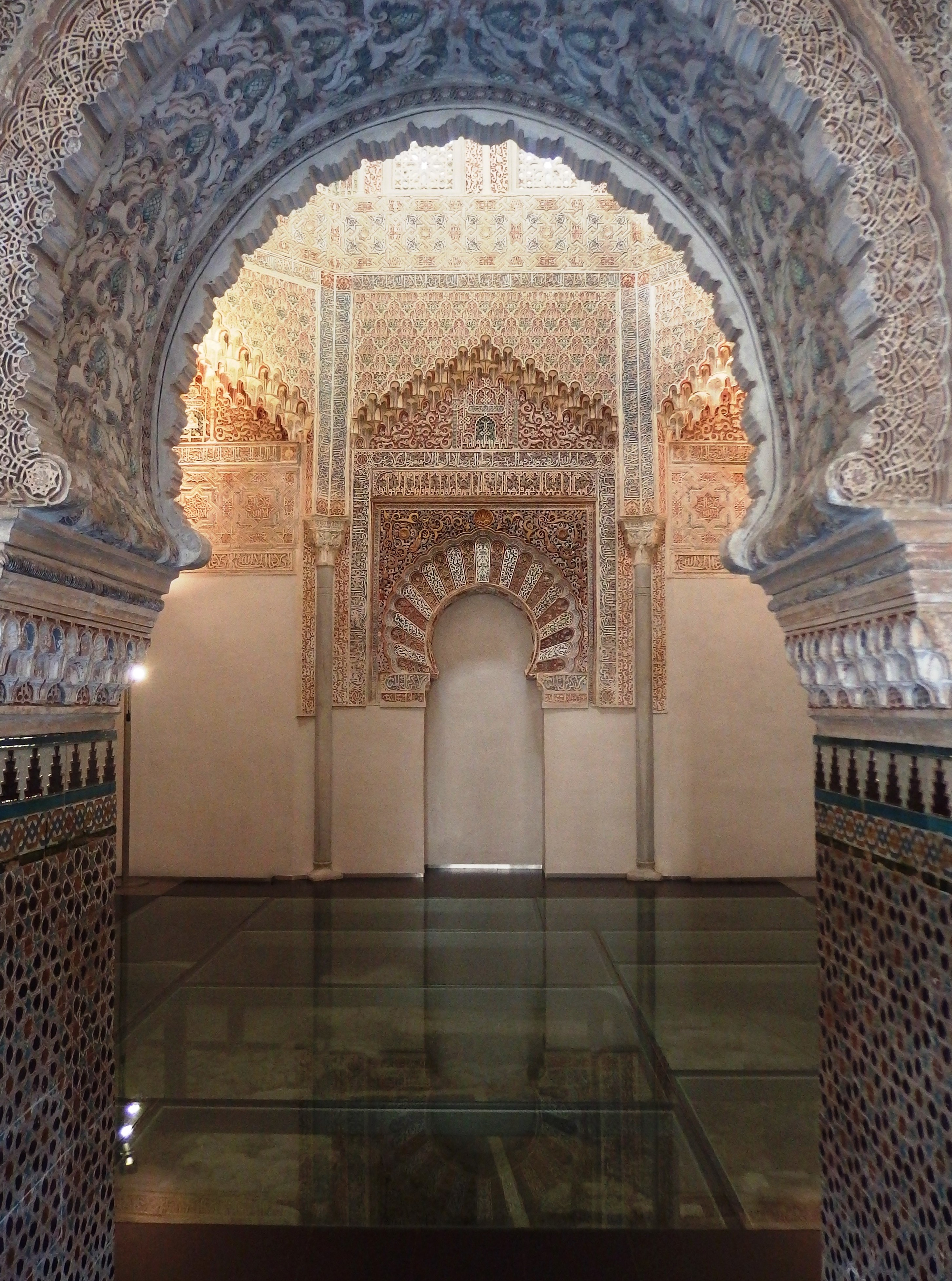
格拉纳达伊斯兰学校的祈祷室，建于 1349 年。

1348年，优素福在阿尔罕布拉宫建造了“巴布-沙利亚”（Bab al-Sharia），现在被称作正义之塔，是格拉纳达建筑群最宏伟的入口。他还建造了现在阿尔罕布拉城堡（Citadel of the Alhambra）的断塔（Torre Quebrada）。此外，优素福还在香桃木院增设建筑，包括翻新“哈马姆”（土耳其浴），以及建造香桃木院的大厅。这个大厅也被称作大使厅，是这个建筑群中最大的纳斯里德建筑。优素福新建了各种城墙和塔楼，来搭配他在香桃木院增设的建筑。他装饰了阿尔罕布拉宫内许多庭院和大厅，而且优素福的名字也在墙上的铭文中反复出现。 同样在阿尔罕布拉宫里，他建造了帕塔尔宫的小祈祷厅（oratorio），以及现在的七层门。 优素福将阿尔罕布拉宫北部城墙中的两座塔楼改造成富丽堂皇的小型住宅，而这也成为当时纳斯里德建筑的一个新特征。 这两座塔今天被称作“佩纳多-德拉雷纳（Peinador de la Reina）" ( 查理五世在16世纪扩建，成为新的皇家公寓）以及 “ ”(意为俘虏塔).
1349 年，优素福在格拉纳达大清真寺（现被称作格拉纳达大教堂）附近创办了一所宗教学校：格拉纳达伊斯兰学校，提供了可与博洛尼亚大学、巴黎大学和牛津大学的中世纪大学媲美的高等教育。而现如今，这所学校建筑所剩的只有它的祈祷室。  优素福在格拉纳达市建造了 “al-Funduq al-Jadida”，意为“新的酒店”（funduq ），即今天的“Corral del Carbón” ，这是纳斯里德时代仅存的商队旅馆。 在格拉纳达外，他扩建了马拉加城堡 ，这是他祖父阿布·赛义德·法拉吉（Abu Said Faraj） 的祖居，他是马拉加市以及吉布拉法罗山地区的总督。 
在击败里奥萨拉多之后，优素福还在他的领土上新建防御建筑，包括新的塔楼、城门和瓮城。他加固了现有的城堡和城墙，以及海岸防御工事。宫廷大臣里德万建造了四十座瞭望塔，横跨整个酋长国南部海岸。 优素福加固了格拉纳达的城墙，以及 “Bab Ilbira”（现在的埃尔维拉之门）和 "Bab al-Ramla"（意为耳朵之门）。  

## 逝世

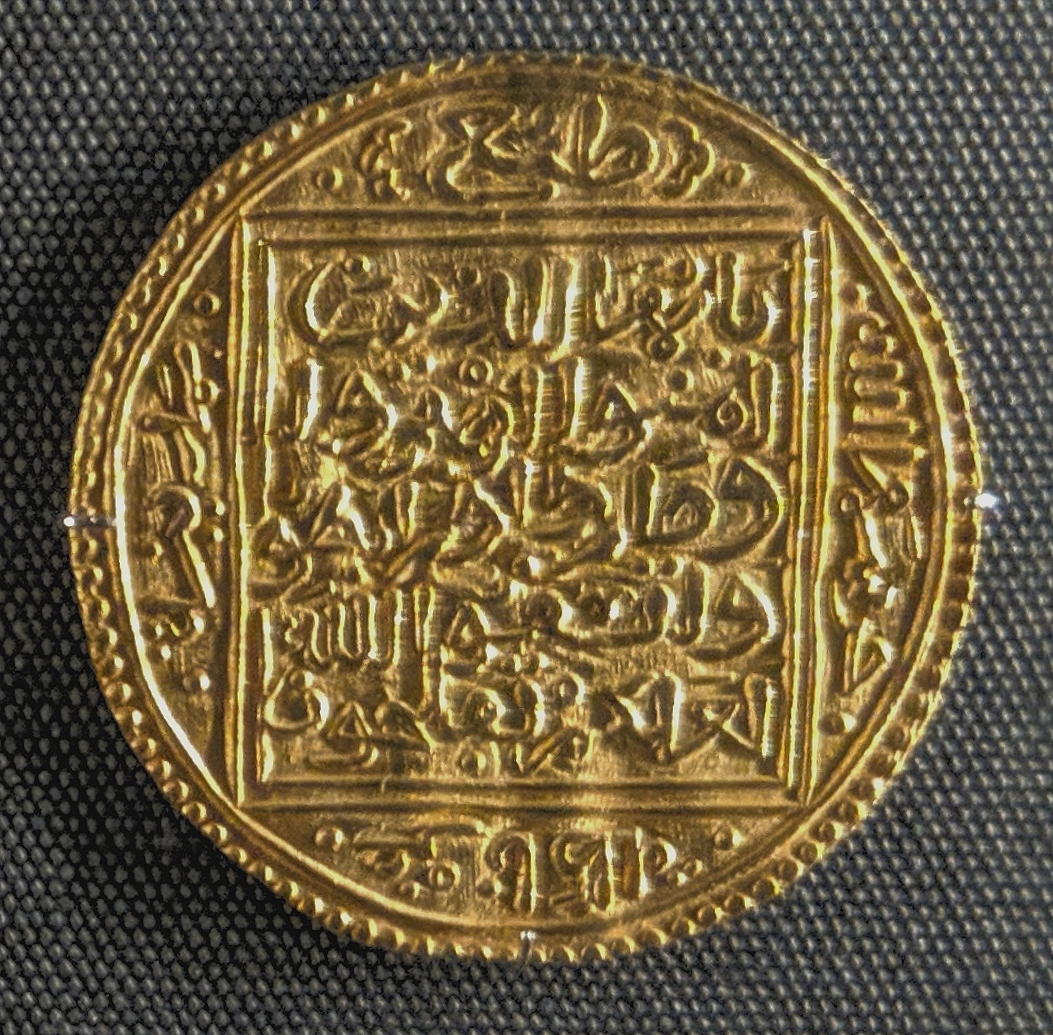
优素福和他的儿子穆罕默德五世（硬币中的形象）的统治被现代历史学家视为纳斯里德王朝的文化高峰。

优素福于 1354 年 10 月 19 日（开斋节/伊斯兰历755年10月1日）在格拉纳达的大清真寺祈祷时被暗杀。在开斋节祈祷仪式的最后一次跪拜期间，一名男子用匕首刺伤了优素福。当时，伊本·哈提卜也在现场，考虑到他当时是一名高等法院官员，他很可能在离苏丹几米远的地方祈祷。哈提卜在其作品中对事情的过程进行了详细叙述。 袭击者脱离了会众的行列，朝优素福走去。由于他的状况和等级（见下一段），他的动作没有被任何人注意到，也没有打扰到任何人，并且在接近优素福后，跳起来刺伤了他。庄严的祈祷随后被打断，优素福被抬到他在阿尔罕布拉宫的皇家公寓，却不幸去世。袭击者当即被审讯，但他说的话却十分令人费解。随即，刺客就被人群杀死了。 根据伊本·哈提卜的说法，袭击者的尸体被烧毁了（尽管这个陈述可能指的是他在地狱之火中燃烧），而伊本·赫勒敦则说他的尸体被被“切成了一千块”。  
根据伊本·哈提卜的记述，他将谋杀描述为没有任何动机的疯狂行为， 这也是费尔南德斯-普埃尔塔斯和哈维提出的主要记述，尽管哈维补充说，尽管记载的是一次缺乏动机的刺杀，但这一行为却“充满怀疑”。   伊本·赫勒敦以及另一位近现代的阿拉伯历史学家伊本·哈贾尔·阿斯格拉尼一致认为，袭击者是个社会地位低下且智力不高的疯子。伊本·赫勒敦补充说，他是皇家马厩里的一名奴隶，有人怀疑他是穆罕默德四世与一名黑人女性的私生子。鉴于此，比达尔·卡斯特罗提出了另外一种解释，那就是：第三方出于政治动机而煽动了此次暗杀。 优素福有自己的儿子作为继承人，因此，比达尔·卡斯特罗认为，考虑到袭击者自身的精神状况，袭击者不太可能策划自己的政治阴谋，煽动刺杀的人的目的也绝不是让一个精神错乱的私生子登基。相反，这位历史学家认为，幕后主使目标只是利用攻击者的独特条件，杀死优素福并结束他的统治。作为优素福所谓的侄子，他更容易接近优素福，而且以他的精神状况，他很容易被操纵，让他在不知道真正目标的情况下进行自杀式袭击。此外，这也能将攻击简单地视为疯子的行为而不予受理。 比达尔·卡斯特罗推测，真正的煽动者可能是宫廷中的一个派系，但其身份和杀害优素福的具体动机不明。煽动者也有可能是马林王朝的苏丹阿布·伊南的代理人，他与优素福的关系在其统治末期恶化。 

## 遗产
优素福的长子继承了苏丹一职，成为了穆罕默德五世。 优素福与其曾祖父穆罕默德二世，和其父伊斯梅尔一世一起被埋葬在阿罕布拉的皇家墓地。几个世纪过去，在格拉纳达投降后，最后一位苏丹穆罕默德十二世（也称为博阿卜迪尔）将这些人的遗体重新安葬在蒙杜哈（Mondújar），这是他阿普哈拉庄园的一个地方。  历史学家费尔南德斯·普埃尔塔斯认为，从建筑领域、文化产出以及医学研究的繁荣程度来看，优素福及其继任者穆罕默德五世的统治时代是纳斯里德王朝的“高潮”时期。 同样，历史学家布莱恩·卡洛斯将这两位苏丹的统治描述为格拉纳达酋长国“最辉煌的时代”， 雷切尔·阿里将同一时期描述为统治的“最高点”。  历史学家哈维认为，优素福在位期间，其文化成就十分坚实可观，而这也标志着纳斯里德王朝“黄金时代”的开始。此外，格拉纳达酋长国在“阿方索十一世的猛攻”中得以幸存，并最终减少对马林王朝的依赖。然而，哈维指出，优素福在里奥萨拉多大败，这是在格拉纳达沦陷前，纳斯里德王朝的“穆斯林事业遭受的最严重的一次滑铁卢”，而这也是导致割让阿尔赫西拉斯港口和雷亚尔堡的战略因素。 